# Xian MA600
El Xian MA600 es una versión mejorada del Xian MA60 fabricado por la Xi'an Aircraft Industrial Corporation de China, el MA600 tuvo su primer vuelo el 29 de junio de 2008.
La aerolínea comercial Okay Airways ha mostrado interés en comprar este nuevo modelo para usarlo en viajes cortos y como carguero.)
Xi'an Aircraft Industry Co., fabricante del MA600, señaló que el vuelo de prueba fue exitoso y que es "un hito importante" en la producción nacional de aviones chinos. Meng Xiangkai reveló que el avión espera para obtener su certificado de aeronavegabilidad y entrará en servicio en el segundo semestre de 2009, con la primera entrega a la Universidad de vuelo de la Aviación Civil de China en la provincia de Sichuan. La entrega de lotes se iniciará en 2010.
Los aviones serán equipados con el sistema Becker-Communications "DVCS6100 Digital Intercom System. La cabina está equipada con la aviónica Rockwell Collins Pro Line 21.